# Lucklum
Lucklum ist ein Ortsteil der Gemeinde Erkerode westlich des Höhenzugs Elm. Erkerode ist Mitgliedsgemeinde der Samtgemeinde Sickte im Landkreis Wolfenbüttel (Niedersachsen). Zu Lucklum gehört auch ein etwa 2 km westlich vom Ortskern zwischen Neuerkerode und Volzum gelegener Aussiedlerhof.
Die Entwicklung von Lucklum, das 1051 erstmals urkundlich als Lucgenheim erwähnt wird, ist untrennbar verbunden mit der um 1260 im Ort ansässig gewordenen Deutschordenskommende Lucklum.

## Geschichte

### Ortsname
Lucklum wurde unter anderem folgendermaßen erwähnt:
- 1051: Lvcgenheim
- 1148: Luckenhem
- 1180: Lukkenheim
- 1247: Luckenheim
- 1263: Luckenem
- 1310: Luckenum
- 1419: Luckelum
- ab 1616: Lucklum

Das Bestimmungswort Luck- wird weitestgehend als ein Name Lu(c)ko gedeutet, der Beleg aus dem Jahre 1247 zeigt die hochdeutsche Form Luckenheim – „Heim des Lucko“.

### Ortsgeschichte

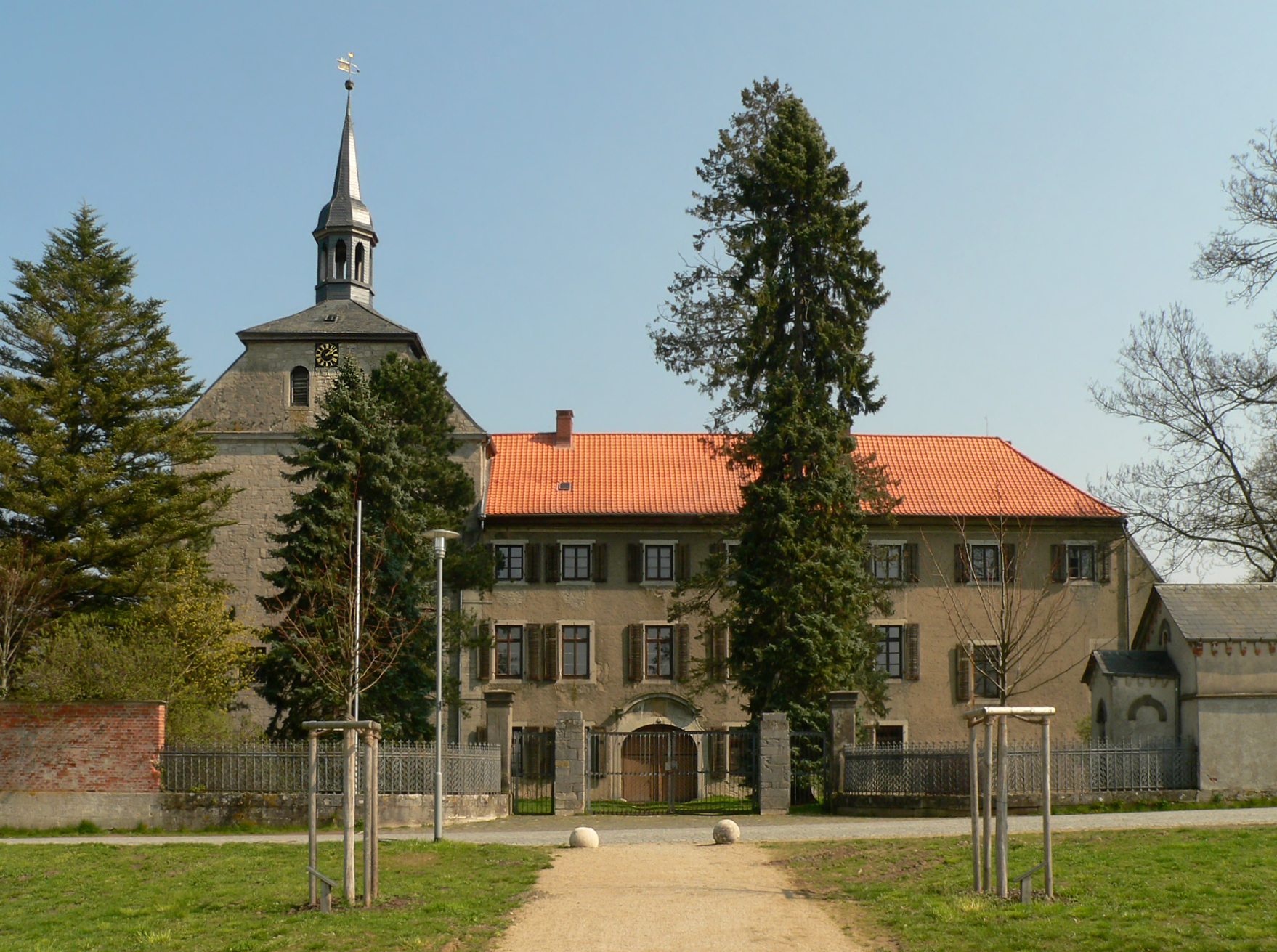
(Ordens-)Kirche mit dem Gutsgebäude

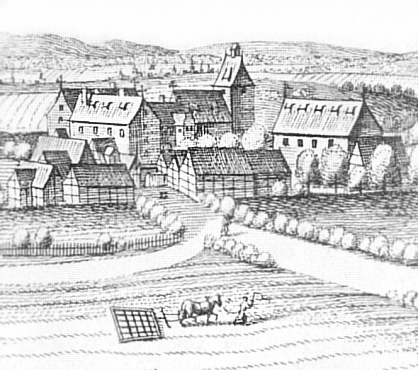
Merian-Stich von Lucklum 1654 (Ausschnitt)

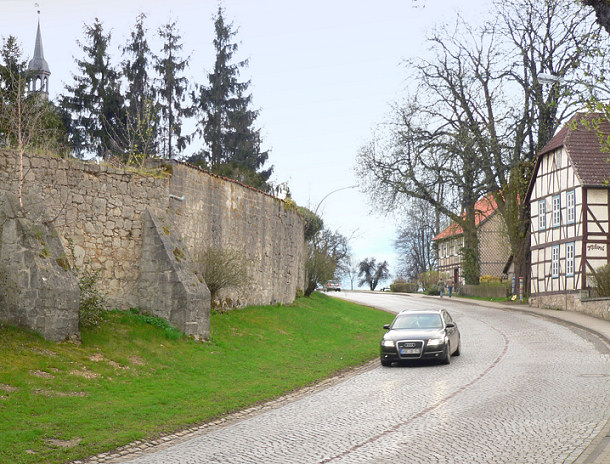
Dorfstraße und Grundstücksmauer des Gutsgeländes

Lucklum lag an einer Handelsstraße am Elm und erlangte durch den Deutschen Orden Bedeutung. Der ließ sich um 1260 in Lucklum nieder und richtete nach verschiedenen Landerwerbungen die Deutschordenskommende Lucklum ein, von der aus ein Landkomtur die Deutschordensballei Sachsen als eine der zwölf Unterbezirke des Deutschen Ordens verwaltete. Mit der Kommendenwerdung wurden alle Bewohner des Dorfes Angehörige des Ritterordens; die ursprünglich ansässigen Bauern wurden in Nachbarorte umgesetzt. Die Lucklumer Kirche wurde in eine Ordenskapelle umgewandelt und darum entstand im 13. Jahrhundert eine geschlossene, befestigte Anlage mit einem quadratischen Grundriss ähnlich den Deutschordensburgen im Ostseeraum.
Dem Landkomtur Gottlob Friedrich Wilhelm von Hardenberg, der von 1774 bis 1800 regierte, ist es zu verdanken, dass die Ballei aufgrund willkürlicher und unordentlicher Wirtschaftsführung nicht aufgegeben werden musste. Sein Neffe Friedrich von Hardenberg, der unter dem Schriftstellernamen Novalis bekannt ist, lebte 1784 etwa ein Jahr lang auf dem Gutshof in Lucklum. Hier verfasste er einige seiner romantischen Gedichte.
Die Kommende bestand von 1287 bis zur Säkularisation des Deutschen Ordens in den Rheinbundstaaten 1809 durch Napoleon I. Den Besitz übertrug er den jeweiligen Landesfürsten, der für Lucklum sein jüngster Bruder Jérôme von Westfalen war. Dieser verkaufte die Domäne Lucklum an die Familie Wahnschaffe, aus der seit längerem Domänen- und Rittergutsbesitzer hervorgingen. 1831 wurde die Domäne Rittergut. Ende der 1940er Jahre wurden dort mehr als 200 Menschen beschäftigt. Am 9. März 2012 wurde das Rittergut mit einer Größe von 650 ha an die Wolfenbütteler Familie Findel-Mast verkauft, den Eigentümern des Unternehmens Mast-Jägermeister. In den 2000er Jahren bildeten sich auf dem Rittergut mehrere kleine Betriebe.
Am 1. März 1974 wurde Lucklum in die Gemeinde Erkerode eingegliedert. Von 1977 bis 1997 bestand im Ort die legendäre Musikkneipe Schlucklum, deren Namen auf einem Spottwort der Nachbardörfler für die Bewohner der Tagelöhnersiedlung Lucklum beruhte. Sie galten als arme Schlucker.

### Einwohnerentwicklung
| Entwicklung | Jahr    | Einwohner | Bemerkungen |
| --- | ------- | --------- | ----------- |
| Hier fehlt eine Grafik, die im Moment aus technischen Gründen nicht angezeigt werden kann. Wir arbeiten daran! | 2007    | 360       |             |
| Hier fehlt eine Grafik, die im Moment aus technischen Gründen nicht angezeigt werden kann. Wir arbeiten daran! | 2016    | 327       | März        |
| Hier fehlt eine Grafik, die im Moment aus technischen Gründen nicht angezeigt werden kann. Wir arbeiten daran! | Quelle: |           |             |

## Persönlichkeiten
- Adolf von Ende (1760–1816), Jurist und württembergischer Justizminister
- Heinrich Wessel (1868–1939), Politiker der DVP

## Drehort
Der Gutshof Lucklum ist bisher Drehort folgender Filme gewesen:
- 1967: Verbrechen mit Vorbedacht, nach einer Novelle von Witold Gombrowicz mit Willi Semmelrogge, Vadim Glowna, Maria Schanda (Regie: Peter Lilienthal)
- 2002: Mord im Haus des Herrn, freie Abwandlung eines realen Kriminalfalls über die von Klaus Geyer begangene Tötung seiner Ehefrau, mit Rudolf Kowalski, Julia Jäger, Barbara Auer
- 2009: Tatort: … es wird Trauer sein und Schmerz, mit Maria Furtwängler, Ingo Naujoks, gedreht im Gebäude der Orangerie im südlichen Bereich des Gutshofes, Ort dient als „Urlaubsort“ der Kommissarin Lindholm

## Regelmäßige Veranstaltungen
- Tag des offenen Denkmals auf dem Gelände des Gutshofs Lucklum